# Alfons Kassel
Alfons Kassel (* 1902 in Frankfurt-Sachsenhausen; † 26. März 1975) war ein deutscher Bankier.

## Vom Banklehrling zum Privatbankier
Alfons Kassel wurde 1902 in Frankfurt-Sachsenhausen geboren und machte in Frankfurt das Abitur. Danach absolvierte er eine Banklehre bei der Deutschen Effecten- & Wechsel-Bank in Frankfurt. Im Alter von 23 Jahren schickte ihn sein Arbeitgeber nach Berlin, um dort deren Börsenabteilung aufzubauen. Die nächsten 20 Lebensjahre von Alfons Kassel werden in einer Veröffentlichung der Johann Wolfgang Goethe-Universität Frankfurt am Main (Goethe-Universität) 2007 so zusammengefasst:

„Weltwirtschaftskrise und Börsensturz hielten ihn nicht davon ab, sich selbstständig zu machen – als Einzelbankier legte er Vermögenswerte für seine potenten Kunden an. Mit der Gründung dieses eigenen Bankgeschäfts 1932 bewies er großen unternehmerischen Mut, Deutschland verzeichnete mit 44 Prozent die höchste Arbeitslosenquote der Welt. »Über diese Zeit und auch über Kriegserlebnisse hat Alfons Kassel nie geredet«, so Sättele – nicht unüblich für Männer, die sich voll dem Neubeginn nach dem Zusammenbruch stellten und mit höchstem Einsatz den wirtschaftlichen Aufschwung der 1950er Jahre Fünfziger vorantrieben.“

Alfons Kassel wollte über die 1930er und 1940er Jahre nicht reden, und die Goethe-Universität, die sich zu den „forschungsstärksten Universitäten der Rhein-Main-Region“ zählt, sah auch keinen Grund, nachzufragen. Stattdessen kolportiert sie die Legende von »seinem Gespür für profitable Werte« (so ein in dem Artikel Spurensuche zitierter Bankierskollege), mit dem Alfons Kassel 1948 nach Frankfurt zurückkam und hier ein neues Bankunternehmen gründete, das er bis zu seinem Tod 1975 leitete. Er gilt als einer der letzten Einzelbankiers in Deutschland. Nach seinem Tod wurde das Unternehmen abgewickelt, die Kunden übernahm das Frankfurter Bankhaus Metzler. Kassels Ehefrau Gertrud verwaltete anschließend das Vermögen ihres Mannes.

## Gertrud Kassel
Gertrud Kassel, geborene Siewert (* 1914 – † Februar 2007), stammte aus Pommern und absolvierte eine Lehre als Textilhändlerin. Als 20-Jährige kam sie nach Berlin und wurde dort Assistentin eines Direktors der Privatbank Merck Finck. Auf Empfehlung von Berliner Bankfreunden sei sie später von Alfons Kassel als Assistentin eingestellt worden. Die auf diese Weise begründete auch private Verbindung führte 1960 zur Ehe der beiden. Das Paar war kinderlos.
Als Alfred Kassel 1975 starb, „hinterließ er ein Vermögen von vier Millionen Mark – angelegt in Aktien“. 1985, als die Übertragung des Vermögens in eine Stiftung zur Diskussion anstand, war „von fast zehn Millionen Mark“ die Rede.  Als Gertrud Kassel 2007 starb, flossen „33 Millionen Euro“ in die Stiftung für die Goethe-Universität.  Das spricht dafür, dass Gertrud Kassel kein geringeres »Gespür für profitable Werte« als ihr Mann hatte. In den öffentlichen Lobpreisungen steht sie jedoch stets nur an zweiter Stelle.

## Die Alfons- und Gertrud-Kassel-Stiftung
Bereits 1985 entschied Gertrud Kassel nach einem Gespräch mit dem oben schon zitierten Ekkehardt Sättele, dem seit 1964 mit Alfons Kassel zusammenarbeitenden Wirtschaftsprüfer und Steuerberater, sich dessen Vorschlag anzuschließen und ihr Vermögen später in Form einer Stiftung der Johann Wolfgang Goethe-Universität Frankfurt zu überlassen. Ihre einzige Bedingung sei es gewesen, über dieses Vorhaben absolutes Stillschweigen zu bewahren. Sättele, der laut Forschung Frankfurt „nicht nur Vermögens und Steuerberater“, „sondern bald zum vertrauten Freund [wurde], der sich um Gertrud Kassel kümmerte und in den letzten Jahren auch die Rund-um-die-Uhr-Pflege der Hochbetagten organisierte“ arrangierte daraufhin ein Treffen mit dem Physiker Walter Greiner und dem damaligen Präsidenten der Goethe-Universität, Klaus Ring. Nach diesem Treffen, so Sättele, „schlug ich Frau Kassel eine Stiftung für die Frankfurter Universität vor. Frau Kassel war begeistert, denn Alfons Kassels Interesse galt neben der Praxis des Kapitalmarktes auch immer den neuesten wissenschaftlichen Entwicklungen. Somit ist diese Stiftung also ganz in seinem Sinne. Und sie ermöglicht die Erhaltung des über die Jahre hinweg liebevoll gepflegten Vermögens.“
Worüber an diesem Abend verhandelt wurde, war ein Wertpapier-Depot „von fast zehn Millionen Mark, erinnert sich Ring“, das von Sättele und Gertrud Kassel zwanzig Jahre lang weiter verwaltet wurde. „Innerhalb der Universität war das Geheimnis der Kassel-Stiftung zeitweise so gut gehütet, dass der seit 2000 amtierende Präsident Rudolf Steinberg erst im Zusammenhang mit der Gründung des Frankfurt Institute for Advanced Studies (FIAS) über Greiner davon erfuhr.“
Im Februar 2007 starb Gertrud Kassel. Damit konnte ihr Vermögen gemäß ihrem Testament für eine Stiftung freigegeben werden. Auf einer Pressekonferenz am 16. Juli 2007 „informierten die drei Stiftungsvorstände Sättele, Steinberg und von Metzler über die selbstständige »Alfons- und Gertrud-Kassel-Stiftung«, die mit einem Kapital in Höhe von 33 Millionen Euro ausgestattet ist“. Doch für die Goethe-Universität kam es noch besser: Die Hessische Landesregierung hatte den Hochschulen des Landes zugesagt, sie würden für jeden von privater Seite eingeworbenen Euro je einen weiteren Euro vom Land erhalten, weshalb das Manager Magazin am Tag nach der Pressekonferenz titelte: „66 Millionen für Goethes Studis“. Ekkehardt Sättele trägt seit 2012 den Titel „Ehrensenator“ der Goethe-Universität. Am 18. Oktober 2017 Beginn die Goethe-Universität ihren 1. Stiftertag. Die Universitätspräsidentin Birgitta Wolff sagte aus diesem Anlass: „Die Kassel-Stiftung stand 2007 an der Wiege zur Neugründung der Frankfurter Stiftungsuniversität. Ihre bundesweit beachtete Vorstellung im Sommer 2007 war auch für die noch bevorstehende Gründung der Frankfurter Stiftungsuniversität ein enorm starkes Signal. Die Goethe-Universität bedankt sich für die großartige Unterstützung vieler ihrer wichtigsten Anliegen durch die Kassel-Stiftung in den letzten zehn Jahren.“

## Das Wiedergutmachungsverfahren Frank & Neuthal
1912 wurde in Berlin die Firma Frank & Neuthal, Filzfabrik gegründet, die ihren Sitz in Hollmannstr. 18, hatte. 1938 wurde diese Firma von dem Mann übernommen, dem sein späterer Steuerberater und Wirtschaftsprüfer bescheinigte: „Sein Mut wurde durch sein Handelsgeschick und sein Gespür für profitable Werte langfristig mit Erfolg belohnt. Alfons Kassel galt als flotter Denker und Rechner und wurde vor allem auch als kritischer Gesprächspartner sehr geschätzt.“
Die Firma firmierte zunächst unter dem alten Namen, aber mit dem Zusatz „Inh. Alfons Kassel“, weiter. Alfons Kassel hat, wie oben schon zitiert, „über diese Zeit und auch über Kriegserlebnisse“ nie gesprochen, und die Goethe-Universität hat sich angesichts der größten Einzelspende in ihrer Geschichte auch nie gefragt, was Alfons Kassel vor und während des Zweiten Weltkriegs in Berlin gemacht haben könnte. Die Wiedergutmachungsakten im Landesarchiv Berlin hätten darüber Auskunft geben können.
Gegenstand des Wiedergutmachungsverfahrens war der Kaufvertrag vom 11. August 1938, durch den die Firma Frank & Neuthal an Alfons Kassel verkauft wurde. Die Antragsteller, allesamt in Israel lebende Kinder der beiden Firmengründer, gingen von einem erzwungenen Verkauf aus, ihre Prozessbevollmächtigte, die Investa AG für Anlage und Verwaltung, spricht in einem Schreiben vom 13. März 1950 von einer arisierten Firma und bezüglich des Vertrags von einem „Arisierungsvertrag“.
In einer ersten Erwiderung vom 29. März 1950 bestreitet Kassel die Vorwürfe und bezeichnet den Kauf als eine doppelte Hilfe und insbesondere als einen Gefallen für die vorherigen Eigentümer:
a) für die Firmeninhaber, denen er für ein völlig heruntergewirtschaftetes Unternehmen 20.000 RM gezahlt habe, zusätzlich für den Warenbestand ca. 12.000 RM. Darüber hinaus habe er 10.000 RM schwarz und in bar gezahlt.
b) für einen jüdischen Bekannten, der nicht mehr als Börsenmakler arbeiten durfte. Ihn habe er nach der Übernahme noch bis 1943 als Geschäftsführer beschäftigen können.
In einem Schreiben vom 2. April 1952 machte Rechtsanwalt Peyser für die Antragsteller Forderungen in Höhe von 34.000 DM geltend, die er auf Berechnungen aus Geschäftszahlen vor der Übernahme stützte. Fakt war zu diesem Zeitpunkt, dass die Firma nur noch als Firmenmantel existierte, da durch Kriegseinwirkungen die Fabrikeinrichtung zerstört und in der Folge die Lagervorräte verschwunden waren.
Das Verfahren wurde durch notwendige oder taktisch begründete Verfahrensunterbrechungen in die Länge gezogen. Problematisch war auch, dass öfters erst Rücksprache mit den Antragstellern in Israel genommen werden musste. Nachdem aber die Forderungen auf dem Tisch lagen, schaltete auch Kassel, der sich bislang immer selber geäußert hatte, einen Rechtsanwalt ein, Hans Friedeberg, für den später offenbar der in der gleichen Kanzlei (Konstanzer Str. 3, Berlin) tätige Karl Leonhard das Mandat wahrnahm. Abgesehen davon, dass Friedeberg in seinem Schreiben vom 16. September 1952 erneut die von Kassel übernommene Firma als heruntergewirtschaftetes und verwahrlostes Unternehmen darstellte, erklärte er weiter, dass es sich bei der Übernahme in Wahrheit um „eine treuhänderische Übertragung eines Unternehmens“ gehandelt habe:

„Der Antragsgegner [Kassel] wiederholt, dass ein solches, nur dem Namen nach als Unternehmen zu bezeichnendes Geschäft für ihn völlig fremd lag. Wenn er trotzdem der von den jüdischen Veräußerern gewünschten Übernahme der Firma zugestimmt hat, so ist das nach außen in die Form eines Vertrages gekleidet worden; aber das musste ja geschehen. Es handelt sich um die Zeit 1938, also bereits um einen fortgeschrittenen Zeitpunkt des Dritten Reiches. ... Der Antragsgegner hat, den Wünschen der Antragsteller entsprechend, immer wieder zum Ausdruck gebracht, dass, sobald das Hitler-System zu Ende ist, das Geschäft gegen Rückzahlung der Kaufsumme ohne weiteres wieder an die Veräußerer zurückgeht. ... Abgesehen von dem dem Antragsgegner völlig wesensfremden Geschäft kommt aber hinzu, dass ich [„ich“ im Original durchgestrichen] lediglich deshalb der Antragsgegner mit der Übernahme einverstanden war, um so in der Lage zu sein, seinem alten Freund Ludwig J a c o b, der in diesem Verfahren bereits Erklärungen abgegeben hat, und der als jüdischer Börsenvertreter 1934 von der Börse ausgeschlossen worden war, durch die Betätigung als Geschäftsführer einen, wenn auch geringen Verdienst zukommen zu lassen, insbesondere aber auch, ihm durch die Arbeitsleistung von Drangsalierungen fernzuhalten. So war es möglich, dass Ludwig Jacob bis Ende 1943 gehalten werden konnte, wenn auch teilweise unter großen Schwierigkeiten und Gefahr für den Antragsgegner. Es war dem Antragsgegner auch möglich, da ja nach außen ein Gewerbeunternehmen bestand, noch weitere 4 Mischlinge dort zu halten, ohne dass die von ihnen geleistete Arbeit in irgend einer Form wesentlich war. Tarnung gab es also an allen Orten. Es liegt der typische Fall eines Treuhandverhältnisses vor.“

An anderer Stelle im Schriftsatz von RA Friedeberg heißt es, der Antragsgegner Kassel sei jederzeit bereit gewesen, die Firma an die Vorbesitzer, „wenn die Veräußerer es wünschten, insbesondere mit Beendigung des Hitler-Systems, an sie zurückzugeben. Der Antragsgegner hat sich ihnen gegenüber von vornherein nicht als Ariseur betrachtet, sondern von vornherein berücksichtigt, dass das Geschäft zurückzugeben ist.“ Eine Seite weiter wird dann der Vorwurf der Arisierung umgekehrt und gegen die Antragsteller gerichtet: „Wenn die Antragsteller von einem Jahresgewinn von 20.000 RM pro Inhaber sprechen, so ist dies unverständlich. Dem Antragsgegner ist bekannt, dass der Antragsteller Frank, bevor er das Geschäft verkaufte, eine Reihe sogenannter Arisierungen vermittelt hat, deren Provision möglicherweise in die Firma Frank & Neuthal eingeflossen ist, ohne mit deren Tätigkeitsgebiet etwas zu tun zu haben. Das kann aber unmöglich unter dem Gesichtspunkt der Entschädigung betrachtet werden.“
Kassel hat diesen Vorwurf nie belegt, und die Antragsteller ließen ihn am 16. Januar 1953 durch ihren Anwalt Peyser als „Verunglimpfung des Verstorbenen“ zurückweisen. Auffällig ist außerdem, dass Friedeberg/Kassel hier vom "Antragsteller Frank" als vermeintlichem Täter sprechen. Gemeint ist offensichtlich der verstorbene Eduard Frank, der ja selbst nicht mehr Teil des Verfahrens war. Es fällt schwer, dies als zufälliges Versehen zu betrachten, da Kassel selber großen Wert auf korrekte Zuschreibungen legte: Bereits in seinem allerersten Schreiben in dieser Sache vom 17. Februar 1950 bestand er darauf, dass die Ansprüche nicht gegen sein Bankgeschäft zu richten seien, „das zu keiner Zeit Besitzer der Firma Frank & Neuthal war. Die Firma befand sich in meinem persönlichen Besitz.“ Bei soviel Wertlegung auf Genauigkeit legt das oben zitierte durchgestrichenen „ich“ den Verdacht nahe, dass Friedebergs Text eine Übernahme der Ausführungen ist, die sein Mandant Kassel in der Ich-Form verfasst hat und die in Friedebergs Kanzlei einfach nur abgeschrieben worden waren. Dieser Verdacht erhärtet sich am Ende des Schreibens ein weiteres Mal. Unter Bezug auf die angebliche Schwarzgeldzahlung beim Verkauf der Firma heißt es nun: „Die von dem Antragsgegner behauptete Zahlung von 10.000,- RM ist ‚schwarz‘, d. g. quittungslos erfolgt, weil bei der damaligen Lage beider Parteien es mehr als gefährlich war, über eine solche Zahlung eine Quittung auszustellen. Sie ist aber erfolgt, wie ich auf meinen Eid nehme.“ Dieses abermalige „ich“ ist im Text handschriftlich korrigiert, wie auch ein weiteres, zwei Absätze weiter, wo es heißt: „Ich kann versichern ...“ In keinem der drei Fälle ist davon auszugehen, dass ein Rechtsanwalt die Aussagen in der Ich-Form als eigene Tatsachenbehauptungen getätigt hätte.
Das zuvor zitierte Schreiben vom 16. Januar 1953 schließt mit einem Gegenangebot des Antragsgegners: „Unter diesen Umständen ist der Antragsgegner nicht bereit, eine Nachzahlung zu bewilligen. Er ist bereit, die Firma zurückzugeben, verlangt aber dagegen unter Aufwertung den von ihm gezahlten Betrag von 30.000,- RM, zuzüglich des Warenlagerentgelts und der Bankschuld.“ Das ist mehr als zynisch, wenn man bedenkt, dass zu diesem Zeitpunkt die Firma nur noch dem Namen nach, als Firmenmantel also, existierte.
Im Prinzip waren nun die Fronten abgesteckt. Die Anwälte, die die Erben Frank und Neuthal vertraten, versuchten zwar in der Folge immer wieder, die Behauptungen des Antragsgegners zu entkräften, sie mussten jedoch mit drei großen Problemen kämpfen:
a) Die Antragssteller, die Brüder Frank und die Geschwister Neuthal, konnten keine eigenen Erfahrungen über die Hintergründe des Verkaufs einbringen. Sie waren in den Firmenverkauf nicht selber eingebunden, zu jung oder lebten damals bereits außerhalb Deutschlands. Sie konnten nur auf das verweisen, was ihnen von ihren verstorbenen Eltern erzählt worden war. Einziges belastbares Dokument war der Kaufvertrag, der aber keine direkten Angriffspunkte gegen Kassel bot.
b) Da sie alle in Israel wohnten, waren häufig umständliche Abstimmungsverfahren notwendig, die dazu beitrugen, das Verfahren in die Länge zu ziehen.
c) Der oben erwähnte Ludwig Jacob, nach Kassels Worten der Begünstigte der Firmenübernahme, lebte mittlerweile in den USA und stützte in eigenen Schreiben die Einlassungen von Kassel. Kassel bemühte sich zudem durch die Benennung immer weitere Zeugen, den Anspruch der Antragsteller zu unterhöhlen bzw. als unzulässig hinzustellen.
Wann vor dieser für die Antragsteller schwierigen Ausgangslage ein Vergleich ins Spiel gebracht wurde, lässt sich aus den Akten nicht eindeutig bestimmen. Fakt ist, dass am 17. März 1954 die Parteien auf Vorschlag des Gerichts einen Vergleich schlossen. Der Hintergrund mag gewesen sein, dass den von den Antragstellern geforderten 34.000 DM nur das Angebot auf Rückabwicklung des Verkaufs gegenüberstand, was für die Antragsteller ein absurdes Geschäft geworden wäre.
Der Vergleich sah vor dass, die beiden Frank-Brüder zusammen 300,- DM erhalten sollten und ebenso die Geschwister Neuthal. Alle Ansprüche aus dem Rückerstattungsverfahren sollten damit abgegolten und die außergerichtlichen Kosten gegeneinander aufgehoben sein. Während Kurt und Heinz Frank diesen Vergleich akzeptierten, legten die Geschwister Neuthal Widerspruch ein. Wie Rechtsanwalt Leonhard, der Nachfolger von Friedeberg, das Landgericht am 23. Juni 1954 wissen ließ, hat das seinen Mandanten, Alfons Kassel, aber nicht davon abgehalten, „die 300,--DM, die aufgrund dieses Vergleiches den Antragstellern Frank & Neuthal zustehen, am 14. Juni 1954 in einem Scheck an Herrn Rechtsanwalt Dr. Waldeck“ auszuzahlen. Mit den Neuthals kam dann am 15. Oktober 1954 ein neuer Vergleich zustande: Über die bereits vereinbarten 300,-- DM hinaus konnten sie noch weitere 100,-- DM als Kostenbeitrag erstreiten.
Alfons Kassel sei „sehr sensibel, empfindsam und feinfühlend“ gewesen. Das zu glauben fällt schwer angesichts der in diesem Verfahren von ihm verfassten oder von ihm in Auftrag gegebenen Schreiben, deren Adressaten jüdische Emigranten waren. Doch vielleicht war das auch nur Teil seines „hintergründigen Witz[es], der ab und zu durchblitzte, er mochte den österreichischen Schauspieler Fritz Muliar, »Professor des Humors«, und seine jüdischen Witze“.

## Heinz Frank
Über die Antragsteller in diesem Verfahren, Kassels Verfahrensgegner, gibt es nur für eine Person, Heinz Frank (* 24. Februar 1913 in Berlin; † 1959), nähere Informationen: Er studierte von April 1931 bis August 1933 in Berlin Jura und wurde als Jude an der Fortsetzung seines Studiums gehindert. Heinz Frank wanderte mit seinen Eltern nach Palästina aus, wo er den Namen Uri Ben-Horin annahm. Er studierte und promovierte in Jerusalem und arbeitete am Archäologischen Institut der Hebräischen Universität in Jerusalem. Im WorldCat sind mehrere von ihm verfasste oder herausgegebene Bücher gelistet, und im Internet finden sich noch zahlreiche Hinweise auf seine wissenschaftlichen Arbeiten, die durch seinen frühen Tod unterbrochen wurden. Er war 1949 Mitbegründer der „Israel Oriental Society“.